# آوارگا
آوارگا‌‌ (به مغولی: Аварга) استپی است که اولین پایتخت عشایری امپراتوری مغول در آن قرار داشت. آوارگا‌ امروزه در کناره‌ی رودخانه کرلن در استان خنتی، مغولستان قرار دارد.

## تاریخ
این استپ در اصل «Aurag» نامیده میشد که در زبان مغولی به معنای منبع است. آوارگا در نزدیکی محل زندگی خانواده چنگیز خان واقع‌شده است. طبق گفته‌های فرهنگ شفاهی، بورته و سایر اعضای خانواده چنگیز خان در طول حمله مغول به امپراتوری خوارزمشاهیان در آوارگا‌ به زندگی خودشان ادامه‌دادند. آوارگا مرکز اصلی جمع‌آوری و توزیع کالاها در سراسر امپراتوری مغول بود ولی به‌زودی به دلیل گسترش امپراتوری بسیار کوچک شد و دربار مغول مجبور به تأسیس پایگاه قره‌قروم شد.
در زمان حکومت کوبلای خان و جانشینانش آوارگا به زیارتگاه فرقه چنگیزخان تبدیل‌شد.
یک تحقیق علمی در سال ۲۰۲۰ به این نتیجه رسید که آوارگا اصلی‌ترین اردوگاه زمستانی چنگیزخان بوده‌است.